# Lunz am See
Lunz am See is een gemeente in de Oostenrijkse deelstaat Neder-Oostenrijk, gelegen in het district Scheibbs (SB) aan de rivier de Ybbs. De gemeente heeft ongeveer 2000 inwoners.

## Geografie
Lunz am See heeft een oppervlakte van 101,41 km². Het ligt in het centrum van het land, ten westen van de hoofdstad Wenen en ten zuidwesten van de deelstaathoofdstad Sankt Pölten.
Gaming · Göstling an der Ybbs · Gresten · Gresten-Land · Lunz am See · Oberndorf an der Melk · Puchenstuben · Purgstall an der Erlauf · Randegg · Reinsberg · Scheibbs · Sankt Anton an der Jeßnitz · Sankt Georgen an der Leys · Steinakirchen am Forst · Wang · Wieselburg · Wieselburg-Land · Wolfpassing
- Gemeinsame Normdatei: 4036679-0
- Library of Congress Control Number: n81024719
- Nationale Bibliotheek van Israël: 987007552875705171
- Virtual International Authority File: 154776307
- WorldCat: E39PBJyrPHDHrTRcGCwdxWDwmd